# Президент на Киргизстан
Президентът на Киргизстан е държавен глава на страната. До 2010 година той има широки правомощия, но злоупотребата с тях довежда до промяна в конституцията и налагане на ограничения. Президентът има право само на един шестгодишен мандат, но може да налага вето и да назначава началници на държавни институции.

## Списък с президенти
| #  | Име                       | Мандат      | Политическа партия             |
| -- | ------------------------- | ----------- | ------------------------------ |
| 1. | Аскар Акаев (3 мандата)   | 1990 – 2005 | независим                      |
| –  | Ишенбай Кадърбеков (и.д.) | 2005 – 2005 | независим                      |
| 2. | Курманбек Бакиев          | 2005 – 2010 | Народно движение на Киргизстан |
| 3. | Роза Отунбаева            | 2010 – 2011 | Социалдемократическа партия    |
| 4. | Алмазбек Атамбаев         | 2011 – 2017 | Социалдемократическа партия    |
| 5. | Сооронбай Джеенбеков      | 2017 – 2020 | Социалдемократическа партия    |
| 6. | Садир Джапаров            | 2021 –      | Мекенчил                       |